# Segafredo Zanetti
La Segafredo Zanetti S.p.A. è un'azienda italiana di torrefazione del caffè fondata negli anni settanta a Bologna da Massimo Zanetti.
Oggi fa parte della holding fondata da Massimo Zanetti, la Massimo Zanetti Beverage Group.

## Storia
Alla fine degli anni settanta Massimo Zanetti, rilevò la Segafredo di Bologna, storica torrefazione di caffè di proprietà della omonima famiglia e con un marchio discretamente noto. Zanetti diede impulso e nuova vitalità all'azienda, alla quale aggiunse il proprio marchio ("Segafredo Zanetti").
Inizialmente la Segafredo Zanetti ha sviluppato l'attività in Italia, dove ben presto è diventata leader nel mercato dei pubblici esercizi. L'espansione ha quindi raggiunto il largo consumo e la grande distribuzione, per conquistare successivamente i mercati internazionali arrivando persino in Australia.

## Società partecipate
- Segafredo Zanetti S.p.A.
- Segafredo Zanetti Coffee System S.p.A.: si occupa della produzione di caffè in capsule e in cialde, oltre a vari modelli di macchinette del caffè per privati e imprese, con il proprio marchio e Segafredo Zanetti.
- Segafredo Zanetti Espresso Worldwide S.A.: si occupa della rete di caffetterie italiane in franchising a marchio Segafredo Zanetti Espresso. Tutti i locali rispecchiano lo stesso design e sono situati nelle città più importanti del pianeta.

## Prodotti
L'attività della Segafredo Zanetti si propone su 2 rami principali:
- i prodotti per il consumo in casa (miscele e sistemi espresso)
- i prodotti per il consumo fuori casa (miscele professionali, sistemi espresso, distributori automatici)

## Sponsor
Lista sponsorizzazioni.

### Ciclismo
Il marchio Segafredo Zanetti è comparso più volte nel ciclismo e tra il 2016 e il 2023 ha avuto un importante ruolo in questo sport come Title Sponsor del team Trek-Segafredo.
Dal 2017 al 2021 Segafredo Zanetti è stata title sponsor del Giro d'Italia nonché Sponsor ufficiale della Maglia Ciclamino.

### Calcio
Dalla stagione 2019 è Official Coffee e Partner del Milan.
Dalla stagione 2018 è Official Coffee del Torino.
Dalla stagione 2017-2018 alla stagione 2019-2020 è stata Official Partner della Juventus.
Nelle stagioni 2020-2021 e 2021-2022 è Main Partner e Official Coffee del Monza.
La Segafredo Zanetti è stata main sponsor sulle maglie del Treviso in diverse annate fra il 1986 ed il 2006 e sulle maglie del Bologna dal 1986 al 1989.

### Pallacanestro
Dopo essere stato main sponsor della Pallacanestro Gorizia dal 1984 al 1988, dalla stagione 2016/17 è il title sponsor della Virtus Pallacanestro Bologna.

### Formula Uno
Il marchio Segafredo Zanetti compare sulla vettura McLaren di Formula 1 nel 1986, sulla Toleman del 1984 e sulle Williams nel 1994 e 1995. Ricompare sulla McLaren nel 2015.

### Tennis
Dal 2012 al 2016 Segafredo è Official Partner e Official Coffee alle Barclays World Tour ATP Finals.

### Parchi di divertimento
Per molti anni è stata sponsor ufficiale di Gardaland e di Disneyland Paris.